# HTC 10
Le HTC 10 est un smartphone du constructeur taïwanais HTC, dont la date de sortie est prévue pour le mois de mai 2016. Il s'agit du haut de gamme de la marque, et s'inscrit dans la lignée de la série One, bien qu'il n'en porte pas le nom.
Il présente un écran de 5,2 pouces et est équipé du SoC Qualcomm Snapdragon 820. Il fonctionne sous Android Marshmallow 6.0 avec la surcouche HTC Sense 8. Il se décline à sa sortie en trois coloris : gris carbone, argent glacier et or topaze.

## Contexte
Depuis plusieurs années avant le lancement du HTC 10, la marque HTC est dans une situation financière difficile, ayant notamment affiché de très mauvais résultats pour le mois précédant son annonce. Cela peut cependant s'expliquer par le fait que la firme n'a pas lancé de smartphone pendant le premier trimestre 2016, alors que c'était le cas l'année précédente et que le One M9 a été annoncé le 1er mars 2015.
L'annonce du HTC 10 a lieu le 12 avril 2016, soit bien après celles faites par ses concurrents haut-de-gamme, en particulier Samsung avec son Galaxy S7 et LG avec son G5, lors du Mobile World Congress à la fin du mois de février 2016. Sa sortie est prévue pour le début du mois de mai 2016, à un tarif supérieur de 50 € à ses concurrents directs Samsung Galaxy S7 et LG G5.

## Fonctionnalités
Le HTC 10 est équipé d'un appareil photo dorsal qui utilise des photosites de 1,55 µm de large. Le principe « UltraPixel » des gros photosites est repris des HTC One et One (M8), s'appelant désormais « UltraPixel 2 » et ayant une définition bien plus importante de 12 Mpx.
Au niveau du son, il embarque toujours comme ses prédécesseurs de la gamme One deux haut-parleurs, mais seulement un seul est situé en façade (celui du haut), l'autre est désormais placé sur la tranche du bas de l'appareil. D'autre part, celui du haut se charge maintenant des aigus, le deuxième s'occupant des sons graves.
Un lecteur d'empreintes digitales est présent au bas de l'écran, entre les deux touches tactiles qui sont maintenant hors de l'écran.